# Rhesusapa
Rhesusapan eller rhesusmakak (Macaca mulatta) är en art i släktet makaker, som tillhör familjen markattartade apor. Arten har spelat en stor roll i medicinhistorien på grund av att man med dess blod fastställde existensen av rhesusfaktorn. 

## Etymologi
Namnet Rhesus kommer från Rhesos, en thrakisk konung i grekisk mytologi som kämpade på Trojas sida under trojanska kriget. Namnet har enligt artens namngivare, den franske målaren Jean-Baptise Audebert (1759-1800), ingen särskild koppling till djuret.

## Utbredning
Dessa apor lever i Asien, från Afghanistan över Indien, som är deras huvudsakliga utbredningsområde, till södra Kina, norra Thailand och norra Vietnam. Arten förekommer även på Hainan. I Florida och Puerto Rico finns förvildade grupper som tidigare har varit husdjur.

## Beskrivning
Pälsen är brun till olivfärgad och ansiktet, som saknar hår, är rosafärgat. Påfallande är ett rött naket hudområde vid djurets anus. Områdets speciella färg visar djurets parningsberedskap. Hos parningsberedda honor är stjärten djupare röd. Svansens längd är med 19 till 30 centimeter genomsnittlig i släktet makaker. Kroppslängden (huvud och bål) ligger vid 47 till 65 centimeter och vikten går hos hanar upp till 7,7 kilogram. Hanar kan bli dubbelt så stora som honor. I genomsnitt väger honor 5,4 kilogram.

## Levnadssätt
Rhesusapor är inte specialiserade gällande levnadsområdet. De förekommer i slättland och även i Himalayas höglandsskogar upp till 4000 meter över havet. De finns till och med i indiska storstäder. Dessa apor har bra förmåga att simma och klättra, men rör sig lika ofta på marken. Angående gruppens sociala beteende liknar de andra makaker. Rhesusapor lever i stora grupper med upp till hundra individer (sällan upp till 180 medlemmar), som består av betydligt fler honor än hanar. I varje grupp finns en utpräglad hierarki och många läten för kommunikationen. Men gruppens territoriala beteende är inte speciellt utvecklat. Ibland förekommer små ungkarlsflockar med endast hanar.

## Föda
Dessa primater är allätare som tar rötter, frukt, blad och barr samt insekter och andra mindre djur.

## Fortplantning
När rhesusapor är parningsberedda har de en intensiv färgning runt anus. Individer som lever i höglandsområden har en särskild parningstid som ligger på hösten, så att ungarna föds på våren. Hos låglandsindivider finns inga särskilda parningstider. Efter dräktigheten, som tar 165 dagar, föder honan oftast en enda unge, ibland tvillingar. Under andra levnadsåret slutar honan att ge di och efter 2,5 till 4 år är honor könsmogna. Hanar blir könsmogna efter 4,5 till 7 år. Rhesusapor blir upp till 30 år gamla.

## Medvetande
Makaker har hittills, tillsammans med alla andra mindre primater, inte ansetts ha något egentligt medvetande om sig själva. De känner normalt inte igen sig själva i en spegel, och klarar till exempel inte "spegeltestet" (man målar en fläck i pannan, som de bara kan se i en spegel, och bedömer sedan om de inser att det är de själva som har fläcken). Detta motsägs dock nu (2010) av observationer på rhesusapor, där flera individer verkar ha använt speglar för att aktivt studera sig själva.

## Rhesusapor och människor

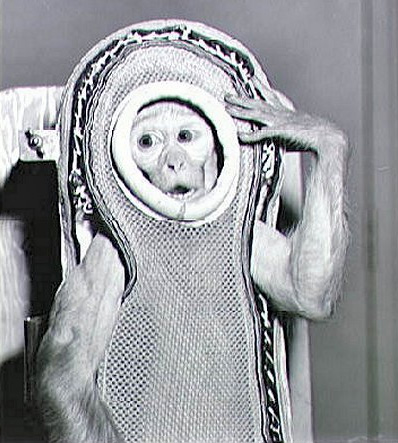
En rhesusapa i sin skyddsdräkt kort för missionen Little Joe 2 (1959).

Rhesusapan är den tredje primaten, efter människan och schimpansen, som fått sitt DNA avläst in i minsta detalj av forskare. Rhesusapans gener liknar till 97,5% människans. Man har kommit fram till att den närmaste förfader som är gemensam för människor och rhesusapor levde för 25 miljoner år sedan. 
I hinduismen anses rhesusapor vara heliga. De får leva ostörda i städerna och förekommer ofta vid hinduiska tempel. De är även viktiga som försöksdjur på grund av att de är lätta att sköta. Upptäckten av rhesusfaktorn skedde omkring 1940 med individer av denna art. Den 18 juni 1948 placerades en rhesusapa med namnet Albert i spetsen av en V-2 robot för en testflygning, men primaten dog redan vid starten. Mellan 1959 och 1960 ingick rhesusapor i NASA:s Mercuryprogram, där några individer skickades ut i rymden, till exempel under missionen Little Joe 1B. År 2000 blev första rhesusapan klonad.
Tidigare flyttades många individer för forskningsändamål från sitt ursprungliga levnadsområde, vilket i några regioner orsakade en större tillbakagång av populationen. Idag avlas försöksdjur mestadels direkt i de länder som har bruk för dem och därför är det största nuvarande hotet förstörelsen av rhesusapornas levnadsområde. I några av deras ursprungliga levnadsområden är de utrotade eller mycket sällsynta (till exempel i södra Kina och i Tibet), men i Indien är de skyddade på grund av deras status. Jakt på rhesusapa för köttets skull sker bland annat i Laos och Vietnam. I regionen ligger även flera avelsstationer för arten krabbmakak och när individer av arten släpps fria utgör de konkurrenter till rhesusapan. Hela utbredningsområdet och populationen är fortfarande stora. IUCN listar arten därför som livskraftig (LC).